# Colby Stevenson
Colby Stevenson (Portsmouth, 3 de octubre de 1997) es un deportista estadounidense que compite en esquí acrobático.
Participó en los Juegos Olímpicos de Pekín 2022, obteniendo una medalla de plata en la prueba de big air.
Ganó una medalla de plata en el Campeonato Mundial de Esquí Acrobático de 2021, en la prueba de slopestyle. Adicionalmente, consiguió seis medallas en los X Games de Invierno.

## Medallero internacional
| Juegos Olímpicos   | Juegos Olímpicos       | Juegos Olímpicos | Juegos Olímpicos |
| Año                | Lugar                  | Medalla          | Prueba           |
| ------------------ | ---------------------- | ---------------- | ---------------- |
| 2022               | Pekín (China)          | Medalla de plata | Big air          |
| Campeonato Mundial |                        |                  |                  |
| Año                | Lugar                  | Medalla          | Prueba           |
| 2021               | Aspen (Estados Unidos) | Medalla de plata | Slopestyle       |

| X Games de Invierno | X Games de Invierno    | X Games de Invierno | X Games de Invierno |
| Año                 | Lugar                  | Medalla             | Prueba              |
| ------------------- | ---------------------- | ------------------- | ------------------- |
| 2020                | Aspen (Estados Unidos) | Medalla de oro      | Slopestyle          |
| 2020                | Aspen (Estados Unidos) | Medalla de oro      | Knuckle huck        |
| 2023                | Aspen (Estados Unidos) | Medalla de oro      | Slopestyle          |
| 2023                | Aspen (Estados Unidos) | Medalla de bronce   | Knuckle huck        |
| 2024                | Aspen (Estados Unidos) | Medalla de oro      | Knuckle huck        |
| 2025                | Aspen (Estados Unidos) | Medalla de oro      | Calle               |